# 기타프릭스
기타프릭스(GuitarFreaks)는 1999년에 비마니 시리즈 제4탄으로 코나미에서 발매한 음악 게임이다. 최신 버전은 현재의 19번째 시리즈인 V8이다.

## 게임 방법
기타프릭스의 기체는 중앙의 모니터와 스피커, 전자 기타를 본떠 만들어진 기타 컨트롤러 2개로 이루어져 있다. 기타 컨트롤러에는 R/G/B의 버튼, 피킹 레버, 이펙터 노브가 있는데, 화면에 표시되는 대로 버튼을 누르면서 동시에 피킹 레버를 누르면 조작으로 입력되는 방식이다. 이펙터 노브는 선곡 화면에서 G를 누르면서 조작하면 음악에 이펙트를 줄 수 있다. 게임 중에 채보 오른쪽으로 기타 모양의 노트가 나오는데, 이것은 웨일링 마크이다. 웨일링 마크가 표시될 때 기타 컨트롤러를 세운 채로 피킹하면 그 시점에서의 콤보 수 * 3000점의 보너스 점수를 획득한다.
또한 드럼매니아와 기타프릭스는 세션 플레이라는 이름으로 연동 플레이를 할 수 있는데, 세션이 연결되어 있다면 2명에서 3명의 플레이어가 같은 곡을 합주할 수 있다. 특히 5th/6th MIX는 키보드매니아와의 멀티 세션도 가능해서, 최대 5명의 플레이어가 합주할 수 있다.

## 게임 모드
이하의 내용은 최신 버전을 기준으로 한다.
- EASY (前 BEGINNER)

초보자를 위한 모드로 난이도가 낮은 BEGINNER 전용 채보를 연주할 수 있고, 첫 번째 스테이지에서는 아무리 게이지가 떨어져도 게임 오버 되지 않는다.
- STANDARD

통상의 게임 모드. 난이도는 BASIC/ADVANCED/EXTREME로 나뉜다.
- NONSTOP

4곡을 연속으로 플레이하는 모드로 게이지 회복이 되지 않는다.
- BATTLE (전국)

네트워크에 연결되어 있을 때 출현하는 배틀모드, 전국에 있는 플레이어와 배틀을 즐길 수 있는 모드이다.
- BATTLE (점내)

같은 게임센터 내에 같은 버전의 기타프릭스(드럼매니아) 기기가 2대 설치되어 있고, 2대의 기기가 네트워크로 연결되어 있을 때에만 선택할 수 있다.
- BATTLE (COM)

기기가 네트워크에 연결되어 있지 않을 때의 배틀모드이다, 기기 내 CPU와의 배틀이 가능하다.
- GRAND PRIX

GuitarFreaks V4 & DrumMania V4 때부터 등장한 대회 전용 모드로, 이 모드 역시 네트워크에 연결되어 있는 기기에서만 볼 수 있다, 매 대회마다 참가자격, 참가 룰, 참가 특전이 다르며 다양한 대회를 즐길 수 있다.

## 시리즈

### 아케이드 게임장용
- GUITARFREAKS (1999년)
- GUITARFREAKS 2ndMIX (1999년)
- GUITARFREAKS 3rdMIX (2000년)
- GUITARFREAKS 4thMIX (2000년)
- GUITARFREAKS 5thMIX (2001년)

판정 시스템이 드럼매니아와 동일하게 바뀌었고, 난이도 표기가 기존 1~10에서 10~99로 바뀌었다.
 NORMAL, REAL, EXPERT REAL로 나뉘어 있던 모드들이 STANDARD로 통합되었다.
- GUITARFREAKS 6thMIX (2001년)
- GUITARFREAKS 7thMIX (2002년)
- GUITARFREAKS 8thMIX (2002년)
- GUITARFREAKS 8thMIX power-up ver. (2002년)
- GUITARFREAKS 9thMIX (2003년)
- GUITARFREAKS 10thMIX (2003년)

BONUS TRACK 모드 삭제. 기존 BONUS TRACK 곡들은 STANDARD로 옮겨졌다.
- GUITARFREAKS 11thMIX (2004년)
- GuitarFreaks V (2005년)

이 작품에서 기기의 기판이 플레이 스테이션 2 기반으로 교체되었다. 기판 교체로 사양이 높아짐에 따라 비주얼적인 퀄리티가 더욱 높아졌다.
- GuitarFreaks V2 (2005년)
- GuitarFreaks V3 (2006년)
- GuitarFreaks V4 Яock×Rock (2007년)

이 작품부터 기판이 PC기반으로 교체되었다 (Windows XP Embedded) .
- GuitarFreaks V5 Rock to Infinity (2008년)
- GuitarFreaks V6 BLAZING!!! (2009년)

비트매니아 IIDX의 스코어 그래프 시스템과 같은 SKILL METER가 도입되고, 신 모드인 "퀘스트 모드"가 도입되었다.
- GuitarFreaks V7 (2010년)

모든 곡의 만점이 1000000점(숏버전 기준)으로 통일되었으며, GDP 시스템이 도입되었다. 다음 세대작인 기타프릭스 XG와 연동 가능하다.
- GuitarFreaks V8 (2011년)

기타프릭스 시리즈의 마지막 작품이다.

### 플레이 스테이션용
- GUITARFREAKS (1999년)

전용 컨트롤러와 동시 발매, 아케이드 버전엔 존재하지 않았던 가정용 전용곡 3곡과, 아케이드 2nd Mix의 3곡이 선행곡으로 특별 수록됐다.
- GUITARFREAKS APPEND 2nd MIX (2000년)

구동을 위해선 전작이 필요하다. 가정용 전용곡이 11곡으로 지금까지의 모든 가정용 기타드럼 시리즈를 통틀어 가장 많다.

### 플레이 스테이션 2용
- GUITARFREAKS 3rd MIX & drummania 2nd MIX (2000년)

드럼매니아와의 커플링 소프트로 플레이어 두 명이 세션 플레이를 할 수도 있다.
- 기타도라! GUITARFREAKS 4th MIX & drummania 3rd MIX (2001년)

가정용에서만 할 수 있는 곡이나, ‘ENDLESS’모드 등 가정용에서만 할 수 있는 요소가 많이 추가되었다. 그러나 버그로 인해 제품을 회수하는 일이 일어났고, 이 회수로 인해 기타프릭스, 드럼매니아의 가정용 이식이 잠시 중단되었다.
- GuitarFreaksV & DrumManiaV (2006년)

5년 반만의 가정용 신작. 이 소프트와 함께 기타프릭스, 드럼매니아의 가정용 컨트롤러도 저렴한 가격으로 다시 출시되었다.
- GuitarFreaks & DrumMania MASTERPIECE SILVER (2006년)

가정용으로 이식되지 않은 작품의 곡 중에서 인터넷 인기 투표와 제작진의 선곡으로 선정된 70여곡이 수록되었다.
- GuitarFreaks & DrumMania MARSTERPIECE GOLD (2007년)

아케이드에서 할 수 없는 COVER 곡들이 다수 수록되었다.
- GuitarFreaksV2 & DrumManiaV2 (2006년)
- GuitarFreaksV3 & DrumManiaV3 (2007년)

기타프릭스, 드럼매니아의 마지막 가정용 이식작.

## 같이 보기
- 드럼매니아
- 비마니
- 기타 히어로